# Nouvelle synagogue de Tarnów (1908-1939)

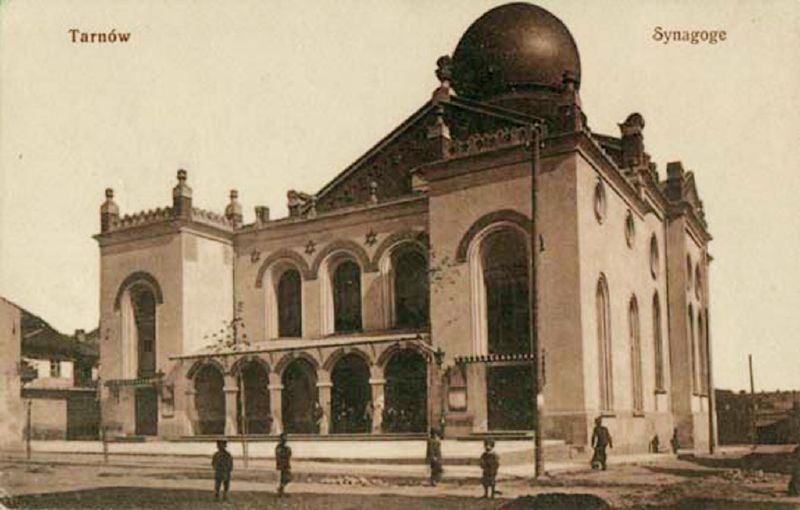
La nouvelle synagogue de Tarnów en 1916

La nouvelle synagogue de Tarnów ou synagogue du jubilé ou synagogue François-Joseph, inaugurée en 1908 est la plus grande synagogue de Tarnów avant la Seconde Guerre mondiale. Elle a été incendiée en 1939 par l'armée allemande dès l'invasion de la Pologne, comme toutes les autres synagogues et lieux de prière juifs de la ville.
Tarnów est une ville du sud de la Pologne, située dans la voïvodie de Petite-Pologne. La ville avait avant la Seconde Guerre mondiale une importante population juive de plus de 25 000 membres, représentant 45 % de la population totale de l'époque.  

## Histoire de la nouvelle synagogue

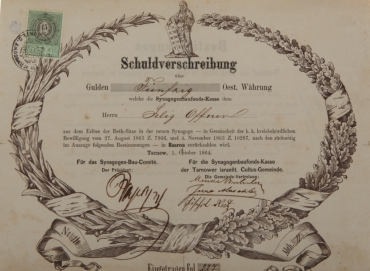
Obligation émise en 1864 pour la construction de la synagogue

La communauté achète le terrain pour la nouvelle synagogue en 1844. À cette époque il y a déjà plus de 1 200 Juifs à Tarnów. La population juive va considérablement augmenter dans la seconde moitié du XIXe siècle, et aura plus que doublé en 1869. À cette époque, de petites synagogues et maisons de prière sont construites dans diverses parties de l'ancien et du nouveau quartier juif de Zawal. Le développement rapide du nouveau quartier est attesté par les chiffres du début des années 1890: 2 671 Juifs vivent dans le centre-ville, 2 776 dans la Grabówka traditionnellement juive, et 4 268 Juifs habitent à Zawal, soit près de la moitié de la population juive. C'est dans ce quartier que va être implantée la nouvelle Synagogue.
Dès 1863, le comité de construction de la nouvelle synagogue émet des obligations pour réunir des fonds pour l'édification de la nouvelle synagogue. Celle-ci, située à l'intersection des rues Nowa et Folwarczna (aujourd'hui rue Ludwik Waryński), est conçue selon les plans de l'ingénieur Franciszek Dundaczek dans le style d'autres synagogues de l'époque, comme celles de  Czernowitz ou de Przemyśl. Les travaux de construction débutent en 1865, mais en raison de difficultés financières, ceux-ci sont suspendus pendant plusieurs dizaines d'années.
Outre les problèmes financiers évidents de la communauté juive de Tarnów, des phénomènes plus cabalistiques ont également été évoqués comme étant la cause de l'arrêt de la construction. Certains se sont obstinés à répéter la légende selon laquelle le bâtiment lui-même est voué à l'échec parce que quelqu'un se serait pendu à l'échafaudage, tandis que d'autres ont évoqué la malédiction que le tsadik Chaim Halberstam de Nowy Sącz aurait jetée sur la synagogue lorsqu'il a appris que le commandant de la garnison militaire de Tarnów avait participé à la cérémonie de pose de la première pierre. Il y a aussi un problème de nature religieuse, car traditionnellement la majorité des Juifs de Tarnów sont orthodoxes. Ils craignent l'apparition d'un lieu de prière de tendance réformée. 
En 1899, le conseil municipal constatant que le terrain est laissé à l'abandon, décide selon le jugement du tribunal de procéder à sa vente aux enchères. Une semaine avant la vente aux enchères, cependant, le maire de Tarnów reçoit une lettre dans laquelle la communauté juive demande le retrait de la vente aux enchères, informant de la nomination d'un comité qui s'engage à terminer la construction.
Après des années d'arrêt de la construction, les travaux redémarrent, mais le projet est modifié par l'architecte Władysław Ekielski, qui dépouille la version originale de ses tours élancées en façade et couronne le tout d'un énorme dôme sphérique. La synagogue est officiellement inaugurée le 18 août 1908, jour anniversaire de l'empereur François-Joseph et porte ainsi officieusement son nom.
Plans réalisés en 1901 par l'architecte Władysław Ekielski (1855-1927)

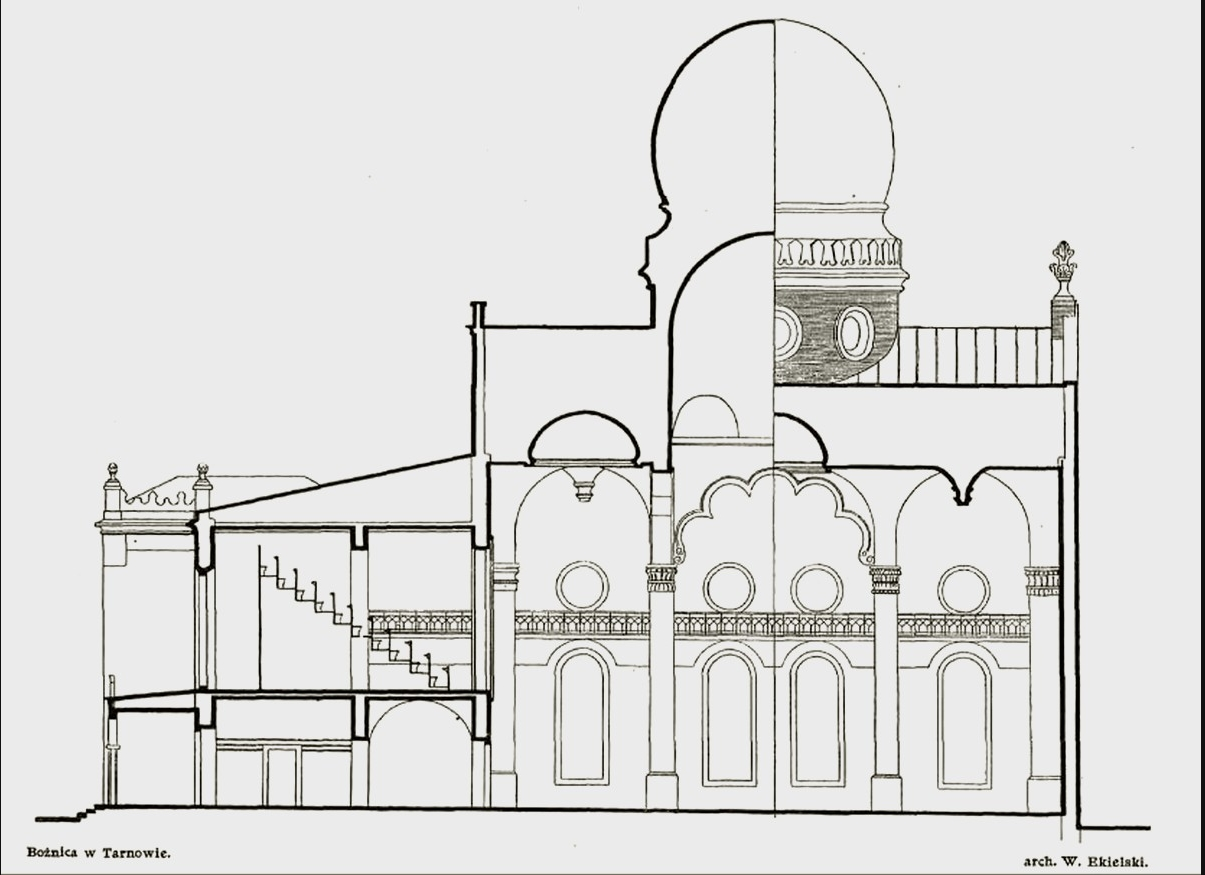
Plan coupe longitudinale
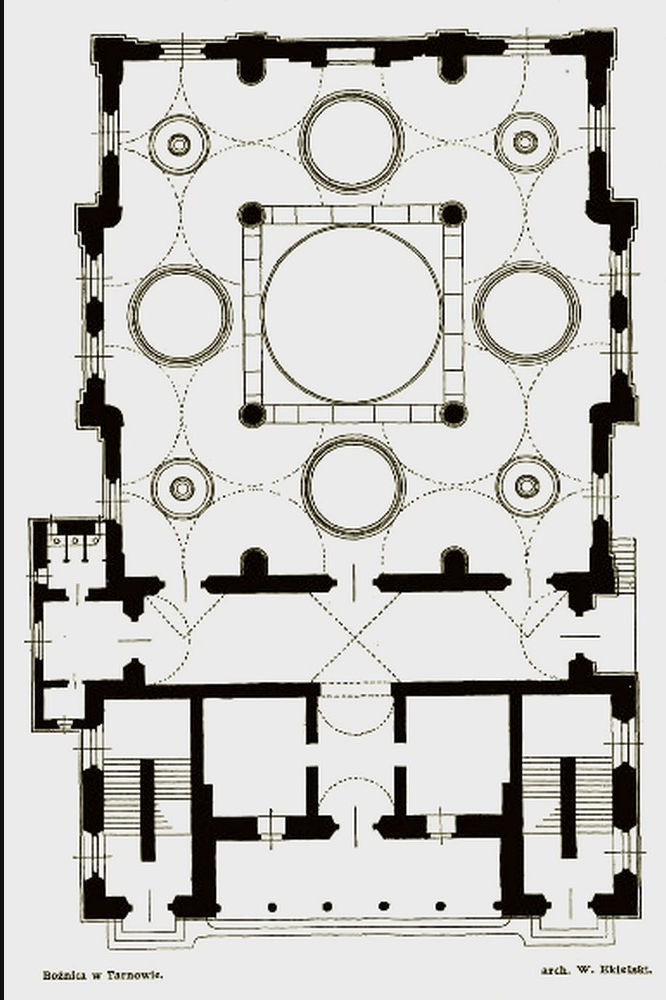
Plan du rez-de-chaussée

.
Son dôme sphérique ainsi que le bâtiment lui-même font la fierté de la communauté juive de Tarnów. Mais la synagogue ne va servir les fidèles que pendant seulement 30 ans. Le 9 novembre 1939, la synagogue est incendiée par les Allemands. L'incendie va durer trois jours mais la structure ne s'effondre pas et quelques jours plus tard, les Allemands dynamitent le bâtiment. Les ruines sont arasées l'année suivante.
En septembre 1993, le Comité pour la protection des monuments de la culture juive de Tarnów appose une plaque commémorative sur un des bâtiments à l'intersection des rues Ludwik Waryński et Nowa avec une inscription en polonais et en hébreu: 
« Ici se trouvait la grande synagogue, dénommée "la Nouvelle synagogue". En novembre 1939, elle a été incendiée par les Allemands »
Un fragment de colonne, seul vestige préservé de la synagogue, a été conservé comme monument dans le cimetière juif voisin de Tarnów.

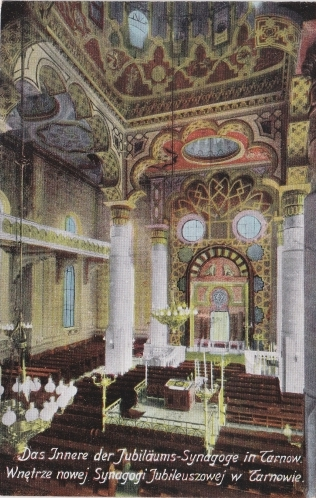
Intérieur de la synagogue: arche sainte et bimah

## Description de la synagogue

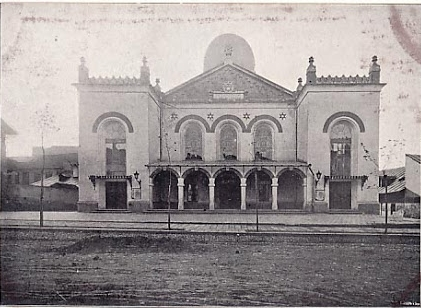
La synagogue vue de face

Le bâtiment de la synagogue en brique est construit sur un plan rectangulaire. Son élément le plus caractéristique est un dôme sphérique doré qui domine la ville. La façade frontale de la synagogue se divise en trois parties: la partie centrale en recul par rapport aux deux avancées latérales, reliées entre elles par une galerie servant de porche à l'entrée principale. 
Dans la salle principale à trois nefs, les bas-côtés sont séparés du vaisseau central par une rangée de colonnes décorées. Les galeries réservées pour les femmes se trouvent au premier étage, au-dessus des collatéraux. 
Sur le mur oriental, se trouve l'Arche Sainte décorée, et au milieu de la salle de prière, sous la coupole, la bimah, entourée d'une balustrade en fer forgé agencée en carré avec des lampes aux quatre coins. Les grands lustres illuminant la nef centrale sont parmi les éléments les plus remarquables de la synagogue.
Les murs d'entrée de la salle de prière et le mur où se trouve l'Arche Sainte sont surmontés d'un fronton triangulaire en saillie, supportant le toit de tuiles.  

## Monument commémoratif
Le sculpteur Dawid Becker né le 8 octobre 1910 à Tarnów, étudie à partir de 1935, à l'Académie des Beaux-Arts de Cracovie. Ayant survécu à la Shoah à Lviv, il retourne après la guerre à Tarnów. Des ruines de la nouvelle synagogue démolie, il réussit à sauver un grand fragment de l'une des colonnes, qu'il va ensuite utiliser pour construire un monument commémorant les 25 000 Juifs de Tarnów assassinés par les Allemands. Ce monument est inauguré en 1946 dans le cimetière juif de Tarnów. 
Becker quitte Tarnów en 1947, est interné à Chypre en 1947-1948 en raison du blocus anglais de la Palestine. Becker vivra à Tel Aviv, en Israël de 1948 jusqu'à sa mort le 23 septembre 1991.
En juin 1977, les habitants israéliens originaires de Tarnów érigent une copie du monument de Becker au cimetière de Kiryat Shaul à Tel Aviv. En dessous, a été déposée une poignée de terre symbolique du cimetière juif de Tarnów.